# Edgar Azzopardi
Edgar Azzopardi (Gżira, 1943. július 27. –) máltai nemzetközi labdarúgó-játékvezető, partbíró.

## Pályafutása

### Nemzeti játékvezetés
A játékvezetői vizsgát 1964-ben tette le, 1969-ben lett országos, 1973-tól az I. osztályú labdarúgó bajnokság játékvezetője. Az aktív nemzeti játékvezetéstől 1993-ban vonult vissza.

#### Nemzeti kupamérkőzések
Vezetett Kupa-döntők száma: 3.

##### Máltai Kupa
| Időpont | Helyszín                                | Mérkőzés típusa | Mérkőzés                        | Eredmény |
| ------- | --------------------------------------- | --------------- | ------------------------------- | -------- |
| 1988.   | Victor Tedesco Stadion, Ħamrun          | döntő           | Ħamrun Spartans FC–Florianna FC | 4 : 2    |
| 1989.   | Victor Tedesco Stadion, Ħamrun          | döntő           | Hamrun Spartans FC–Florianna FC | 1 : 0    |
| 1993.   | Ix-Xagħra tal-Furjana Stadion, Floriana | döntő           | Floriana FC–Sliema Wanderers FC | 5 : 0    |

### Nemzetközi játékvezetés
A Máltai labdarúgó-szövetség Játékvezető Bizottsága (JB) terjesztette fel nemzetközi partbírónak, a Nemzetközi Labdarúgó-szövetség (FIFA) 1980-tól tartotta nyilván partbírói keretében. A FIFA JB központi nyelvei közül a angolt beszéli. Több nemzetek közötti válogatott és klubmérkőzésen szolgálta a labdarúgást játékvezetőként illetve partbíróként. A máltai nemzetközi játékvezetők rangsorában, a világbajnokság-Európa-bajnokság sorrendjében többedmagával az 5. helyet foglalja el 2 találkozó szolgálatával. Az aktív nemzetközi partbíráskodástól 1993-ban búcsúzott. Nemzetközi mérkőzéseinek száma: 38. Válogatott mérkőzéseinek száma: 12.

#### Világbajnokság
A világbajnoki döntőhöz vezető úton Olaszországba a XIV., az 1990-es labdarúgó-világbajnokságra a FIFA JB bíróként alkalmazta. Ez volt az első világtorna, amikor a meghívott játékvezetőhöz szorosan kapcsolódtak asszisztensei.

##### 1990-es labdarúgó-világbajnokság

###### Selejtező mérkőzés
| Időpont           | Helyszín                 | Mérkőzés típusa           | Mérkőzés        | Eredmény | Nézők száma |
| ----------------- | ------------------------ | ------------------------- | --------------- | -------- | ----------- |
| 1988. november 2. | Tsirio Stadion, Limassol | előselejtező (5. csoport) | Ciprus–Norvégia | 0 : 3    | 7 767       |

#### Európa-bajnokság
Az európai-labdarúgó torna döntőjéhez vezető úton Franciaországba a VII., az 1984-es labdarúgó-Európa-bajnokságra az UEFA JB játékvezetőként foglalkoztatta.

##### 1984-es labdarúgó-Európa-bajnokság

###### Selejtező mérkőzés
| Időpont           | Helyszín             | Mérkőzés típusa           | Mérkőzés               | Eredmény | Nézők száma |
| ----------------- | -------------------- | ------------------------- | ---------------------- | -------- | ----------- |
| 1983. április 17. | Népstadion, Budapest | előselejtező (3. csoport) | Magyarország–Luxemburg | 6 : 2    | 12 280      |

## Családi kapcsolat
Esther Azzopardi női FIFA játékvezető apja.